# LGV Perpignan–Figueres
| TGV Duplex in Figueres-Vilafant |                      |                                                               |                                                              |
| |                      |                                                               |                                                              |
| Streckennummer: | 837 000              |                                                               |                                                              |
| Streckenlänge: | 44,4 km              |                                                               |                                                              |
| Spurweite: | 1435 mm (Normalspur) |                                                               |                                                              |
| Stromsystem: | 25 kV, 50 Hz ~       |                                                               |                                                              |
| Maximale Neigung: | 12 ‰                 |                                                               |                                                              |
| Streckengeschwindigkeit: | 350 km/h             |                                                               |                                                              |
| |                      |                                                               |                                                              |
| \| \| \| Neubaustrecke Montpellier–Perpignan von Montpellier (geplant) \| \| \| \| 471,8 0,00 \| Bahnstrecke Perpignan–Villefranche-de-Conflent von Perpignan \| Bahnstrecke Perpignan–Villefranche-de-Conflent von Perpignan \| \| \| \| Güterbahnhof Le Soler \| \| \| \| 0,00 \| Infrastrukturbetreibergrenze LFP/NBS Montpellier–Perpignan \| Infrastrukturbetreibergrenze LFP/NBS Montpellier–Perpignan \| \| \| 4,59 1,22 \| Abzw. Toulouges \| Abzw. Toulouges \| \| \| 1,51 \| SEI Toulouges \| SEI Toulouges \| \| \| 8,58 \| Viaduc sur le Réart (Réart; 185 m) \| Viaduc sur le Réart (Réart; 185 m) \| \| \| 9,41 \| A 9 (267 m) \| A 9 (267 m) \| \| \| 12,92 \| Wechsel Links- (F) und Rechtsverkehr (E) \| Wechsel Links- (F) und Rechtsverkehr (E) \| \| \| 14,34 \| D900 (140 m) \| D900 (140 m) \| \| \| \| Bahnstrecke Elne–Arles-sur-Tech \| \| \| \| \| Gleisanschluss während Bauphase \| \| \| \| 14,76 \| SEI Tresserre (Betriebsgleis westlich) \| SEI Tresserre (Betriebsgleis westlich) \| \| \| 15,45 \| Viaduc sur le Tech (Tech; 392 m) \| Viaduc sur le Tech (Tech; 392 m) \| \| \| 17,18 \| Perthustunnel (Weströhre: 8.316 m; Oströhre: 8.325 m) \| Perthustunnel (Weströhre: 8.316 m; Oströhre: 8.325 m) \| \| \| 24,60 \| Staatsgrenze Frankreich–Spanien \| Staatsgrenze Frankreich–Spanien \| \| \| 25,57 \| \| \| \| \| 26,56 \| Viaducte del Llobregat d’Empordà Nr. 1 (194 m) \| Viaducte del Llobregat d’Empordà Nr. 1 (194 m) \| \| \| 27,74 \| Viaducte del Llobregat d’Empordà Nr. 2 (630 m) \| Viaducte del Llobregat d’Empordà Nr. 2 (630 m) \| \| \| 29,58 \| SEI La Jonquera \| SEI La Jonquera \| \| \| 32,66 \| Viaducte del Gou (230 m) \| Viaducte del Gou (230 m) \| \| \| 33,55 \| Viaducte del Bosquerós (90 m) \| Viaducte del Bosquerós (90 m) \| \| \| 35,59 \| Überdeckung Darnius (165 m) \| Überdeckung Darnius (165 m) \| \| \| 37,54 \| Überdeckung Biure (179 m) \| Überdeckung Biure (179 m) \| \| \| 39,07 \| Viaducte del Ricardell (570 m) \| Viaducte del Ricardell (570 m) \| \| \| 41,24 \| Viaducte de la Muga (Muga; 656 m) \| Viaducte de la Muga (Muga; 656 m) \| \| \| 43,00 \| Instandhaltungsbasis Llers \| Instandhaltungsbasis Llers \| \| \| 44,35 752,36 \| Infrastrukturbetreibergrenze LFP/ADIF \| Infrastrukturbetreibergrenze LFP/ADIF \| \| \| \| Tunnel von Figueres (1750 m) \| \| \| \| \| Figueres-Vilafant \| \| \| \| \| Altstrecke nach Barcelona \| \| \| \| \| Schnellfahrstrecke nach Barcelona/Madrid \| \| |                      |                                                               |                                                              |
| |                      | Neubaustrecke Montpellier–Perpignan von Montpellier (geplant) |                                                              |
| Kreuzung geradeaus unten (Strecke geradeaus außer Betrieb) · Abzweig quer und von links | 471,8 0,00           | Bahnstrecke Perpignan–Villefranche-de-Conflent von Perpignan  | Bahnstrecke Perpignan–Villefranche-de-Conflent von Perpignan |
| Strecke (außer Betrieb) · Dienststation / Betriebs- oder Güterbahnhof |                      | Güterbahnhof Le Soler                                         | Güterbahnhof Le Soler                                        |
| Wechsel des Eisenbahninfrastrukturunternehmens (Strecke außer Betrieb) · Strecke | 0,00                 | Infrastrukturbetreibergrenze LFP/NBS Montpellier–Perpignan    | Infrastrukturbetreibergrenze LFP/NBS Montpellier–Perpignan   |
| Abzweig ehemals geradeaus und von links · Strecke nach rechts | 4,59 1,22            | Abzw. Toulouges                                               | Abzw. Toulouges                                              |
| ehemalige Überleitstelle / Spurwechsel | 1,51                 | SEI Toulouges                                                 | SEI Toulouges                                                |
| Brücke über Wasserlauf | 8,58                 | Viaduc sur le Réart (Réart; 185 m)                            | Viaduc sur le Réart (Réart; 185 m)                           |
| Brücke | 9,41                 | A 9 (267 m)                                                   | A 9 (267 m)                                                  |
| | 12,92                | Wechsel Links- (F) und Rechtsverkehr (E)                      | Wechsel Links- (F) und Rechtsverkehr (E)                     |
| Strecke Anfang Hochstrecke | 14,34                | D900 (140 m)                                                  | D900 (140 m)                                                 |
| Abzweig quer und ehemals von links · Kreuzung Ende Hochstrecke |                      | Bahnstrecke Elne–Arles-sur-Tech                               | Bahnstrecke Elne–Arles-sur-Tech                              |
| Strecke nach links · Abzweig geradeaus und ehemals von rechts |                      | Gleisanschluss während Bauphase                               | Gleisanschluss während Bauphase                              |
| Überleitstelle / Spurwechsel | 14,76                | SEI Tresserre (Betriebsgleis westlich)                        | SEI Tresserre (Betriebsgleis westlich)                       |
| Brücke über Wasserlauf | 15,45                | Viaduc sur le Tech (Tech; 392 m)                              | Viaduc sur le Tech (Tech; 392 m)                             |
| Tunnelanfang | 17,18                | Perthustunnel (Weströhre: 8.316 m; Oströhre: 8.325 m)         | Perthustunnel (Weströhre: 8.316 m; Oströhre: 8.325 m)        |
| Grenze (im Tunnel) | 24,60                | Staatsgrenze Frankreich–Spanien                               | Staatsgrenze Frankreich–Spanien                              |
| Tunnelende | 25,57                |                                                               |                                                              |
| Brücke über Wasserlauf | 26,56                | Viaducte del Llobregat d’Empordà Nr. 1 (194 m)                | Viaducte del Llobregat d’Empordà Nr. 1 (194 m)               |
| Brücke über Wasserlauf | 27,74                | Viaducte del Llobregat d’Empordà Nr. 2 (630 m)                | Viaducte del Llobregat d’Empordà Nr. 2 (630 m)               |
| Überleitstelle / Spurwechsel | 29,58                | SEI La Jonquera                                               | SEI La Jonquera                                              |
| Brücke über Wasserlauf | 32,66                | Viaducte del Gou (230 m)                                      | Viaducte del Gou (230 m)                                     |
| Brücke über Wasserlauf | 33,55                | Viaducte del Bosquerós (90 m)                                 | Viaducte del Bosquerós (90 m)                                |
| Tunnel | 35,59                | Überdeckung Darnius (165 m)                                   | Überdeckung Darnius (165 m)                                  |
| Tunnel | 37,54                | Überdeckung Biure (179 m)                                     | Überdeckung Biure (179 m)                                    |
| Brücke über Wasserlauf | 39,07                | Viaducte del Ricardell (570 m)                                | Viaducte del Ricardell (570 m)                               |
| Brücke über Wasserlauf | 41,24                | Viaducte de la Muga (Muga; 656 m)                             | Viaducte de la Muga (Muga; 656 m)                            |
| Dienststation / Betriebs- oder Güterbahnhof | 43,00                | Instandhaltungsbasis Llers                                    | Instandhaltungsbasis Llers                                   |
| Kilometer-Wechsel | 44,35 752,36         | Infrastrukturbetreibergrenze LFP/ADIF                         | Infrastrukturbetreibergrenze LFP/ADIF                        |
| Tunnel |                      | Tunnel von Figueres (1750 m)                                  | Tunnel von Figueres (1750 m)                                 |
| Bahnhof |                      | Figueres-Vilafant                                             | Figueres-Vilafant                                            |
| Abzweig geradeaus und nach links |                      | Altstrecke nach Barcelona                                     | Altstrecke nach Barcelona                                    |
| |                      | Schnellfahrstrecke nach Barcelona/Madrid                      |                                                              |

Die Hochgeschwindigkeitsstrecke Perpignan–Figueres (französisch Ligne à grande vitesse Perpignan–Figueras, spanisch Línea de alta velocidad Perpignan–Figueres, katalanisch Línia d’alta velocitat Perpinyà–Figueres) verbindet als internationale Schnellfahrstrecke die Städte Perpignan/Perpinyà in Frankreich und Figueres in Spanien. An ihr südliches Ende schließt die Schnellfahrstrecke Madrid–Barcelona–Französische Grenze an.
Zweck dieser Strecke ist die Verknüpfung des normalspurigen Hochgeschwindigkeitsnetzes Spaniens zunächst mit dem normalspurigen Schienennetz Zentraleuropas überhaupt, langfristig ist eine durchgehende Hochgeschwindigkeitsstrecke bis zur LGV Méditerranée geplant. Mit dieser direkteren Verbindung ist der Verkehr nicht mehr auf die bogenreichen Altstrecke entlang der Küste über Portbou mit Übergang von der oder zur iberischen Breitspur angewiesen.
Der Verkehr wurde nach mehreren Verzögerungen im Jahr 2010 aufgenommen; am 7. Januar 2013 ging auch die Verlängerung nach Barcelona in Betrieb. Umsteigefreie Verbindungen zwischen Frankreich und Barcelona gibt es seit dem 15. Dezember 2013, nachdem die Zulassung der Züge für das jeweils andere Land vorlag.

## Verlauf

### Ingenieurbauwerke und Technik
Die Strecke ist 44,4 Kilometer lang. Davon befinden sich 24,6 km auf französischem und 19,8 km auf spanischem Boden. Herzstück ist der 8,3 Kilometer lange Perthustunnel unter dem Col du Perthus hindurch. Die erste Tunnelröhre wurde am 1. Oktober 2007 durchgestoßen, die zweite am 23. November 2007.
Darüber hinaus entstanden in Frankreich vier Brücken mit einer Gesamtlänge von 983 Metern und in Spanien sieben Brücken mit einer Gesamtlänge von 2228 Metern. Längstes Viadukt ist mit 392 Metern die Überquerung des Flusses Tech. Eine bauliche Besonderheit stellt das Überwerfungsbauwerk dar,(42° 33′ 33″ N, 2° 51′ 4″ O) das einen Wechsel zwischen in Frankreich praktiziertem Links- und in Spanien üblichem Rechtsfahrbetrieb ohne Fahrt über abzweigende Weichenstränge und ohne betriebsbehindernde Fahrstraßenausschlüsse ermöglicht.
Die Strecke ist in Regelspur ausgeführt. Die maximale Neigung beträgt zwölf Promille. Seit der Eröffnung nutzen Reise- wie auch Güterzüge die Strecke. Der südliche Anschluss, die Schnellfahrstrecke Madrid-Barcelona–Figueres wurde 2013 eröffnet. Die Verbindung mit der 2001 eröffneten LGV Méditeranée ist geplant. Im Jahr 2018 wurde das Contournement de Nîmes et Montpellier eröffnet, womit nur das Teilstück zwischen Montpellier und Perpignan fehlt. In einer ersten Phase soll der Abschnitt Montpellier–Béziers der Neubaustrecke Montpellier–Perpignan bis 2034 erstellt werden, der verbleibende Abschnitt bis Perpignan soll 2045 in Betrieb gehen.

### Topographie
Perpignan wird im Küstenhinterland südwärts verlassen und nach Überbrückung des Tech bei Le Boulou die Serra de l’Albera mit dem Perthustunnel unterfahren. Auf spanischer bzw. katalanischer Seite geht es dann westlich entlang des Llobregat de Ampurdán weiter bis Figueres.

## Geschichte

### Planung
Mitte Juli 2001 einigten sich die Verkehrsminister Jean-Claude Gayssot (Frankreich) und Francisco Álvarez Cascos über die Finanzierung der 45,5 km langen Strecke. Demnach sollten beide Länder die Kosten von 710 Millionen Euro zu gleichen Teilen tragen. Die Ausschreibung war zum 1. Oktober 2001 vorgesehen, die Inbetriebnahme für 2005. Die Strecke sollte sowohl von Personen- als auch von Güterzügen (ebenso Rollende Landstraße) benutzt werden. Die spanische Regierung erwartete in den ersten zwölf Monaten nach Eröffnung ein Fahrgastaufkommen von 3,5 Millionen Reisenden sowie ein Frachtaufkommen von 4,2 Millionen Tonnen.
Die Strecke wurde privat finanziert und wird privat betrieben. Die Konzession zum Bau der Strecke wurde am 17. Februar 2004 an das Konsortium TP Ferro (TP Ferro Concesionaria, S.A., gegründet 2003 mit Sitz in Spanien – TP steht für Trans Pyrenäen) vergeben, zu 50:50 bestehend aus den Baukonzernen Eiffage (aus Frankreich) und Grupo ACS (Spanien). Das Konsortium sollte die Strecke für 1,1 Milliarden Euro bauen und anschließend 50 Jahre lang betreiben. Es erhielt Subventionen in Höhe von 540 Millionen Euro, die von der Europäischen Union, Frankreich und Spanien ausbezahlt werden. Die Bauarbeiten begannen am 15. November 2004. Für die wegen der verspäteten Fertigstellung der Fortsetzung auf spanischer Seite entgangenen Trassenentgelte gewährte Spanien dem Konsortium Ende 2009 eine Entschädigung in Höhe von 108 Millionen Euro und verlängerte die Laufzeit der Konzession von 50 auf 53 Jahre.

### Bau

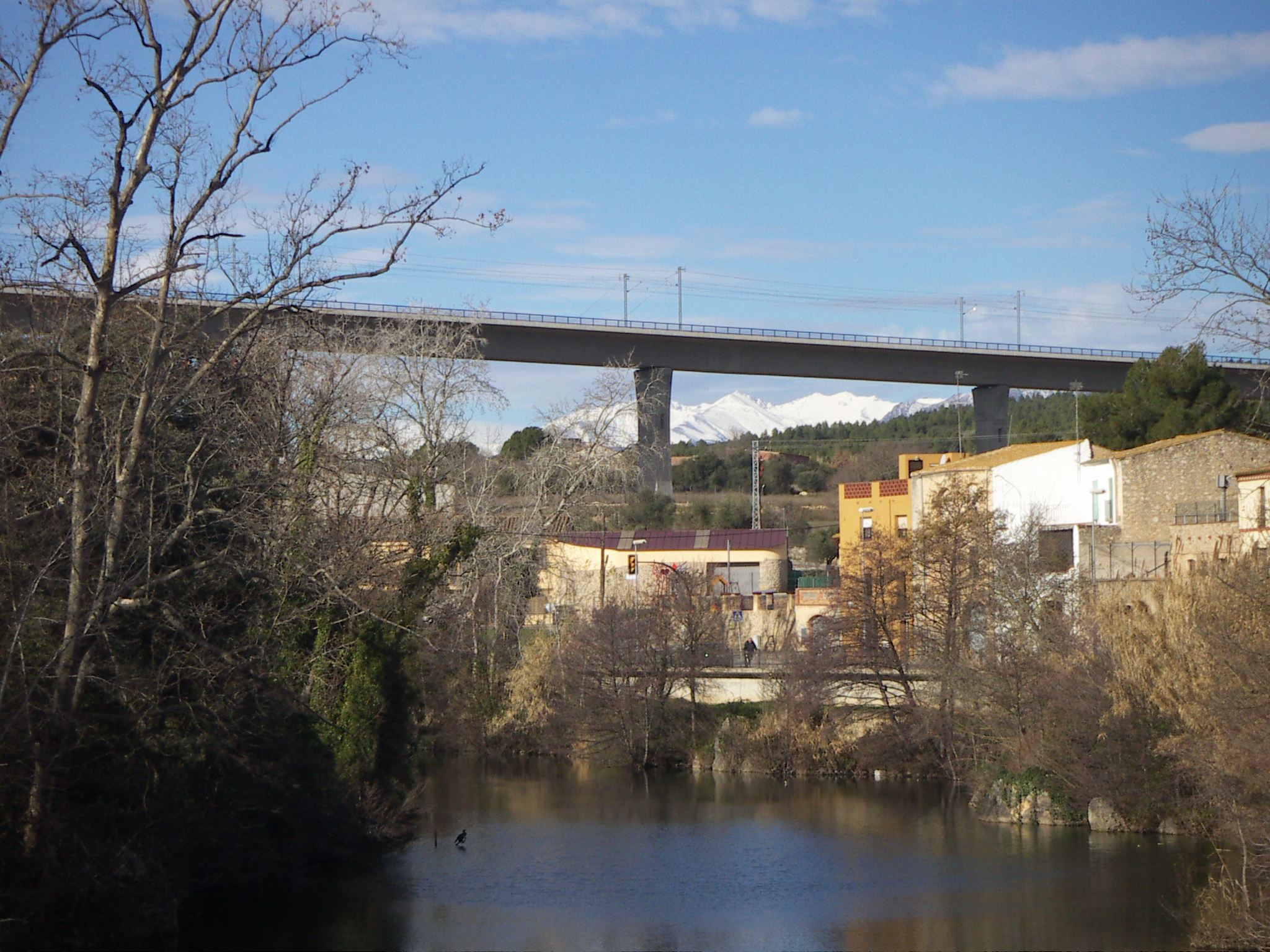
Viadukt der Strecke über den Fluss Muga

Die Rohbauarbeiten waren bis Februar 2008 abgeschlossen. Das Konsortium kündigte die Übergabe der fertiggestellten Strecke für den 14. Februar 2009 an.
Ein Vorlaufbetrieb war zunächst von Sommer 2010 an vorgesehen.
Trotz rechtzeitiger Fertigstellung der Strecke konnte sie nicht in Betrieb genommen werden, weil die Anschlussstrecke über Figueres und Girona nach Barcelona noch nicht fertiggestellt war. Das Ende der Strecke befindet sich in einem einsamen, unbebauten Gelände.
Mit dem Bau der Anlage entstand 2010 auch der neue Bahnhof Figueres-Vilafant außerhalb von Figueres. Dieser wurde über eine dreischienige Verbindungsstrecke zum Bahnhof Viamalla an der Bahnstrecke Barcelona–Cerbère mit dem spanischen Breitspurnetz verbunden. Wegen der Verzögerungen beim Bau der Schnellfahrstrecke mit dem Tunnelbahnhof in Girona erhielt die Bestandsstrecke für den Güterverkehr auf Regelspur ebenfalls ein Dreischienengleis mit mehreren Kreuzungsmöglichkeiten. Für den Anschluss nach Barcelona im Reiseverkehr wurde das Bahnsteiggleis 5 in Figueras-Vilafant mit umspurbaren Schwellen versehen und vorerst als breitspuriges Stumpfgleis genutzt. Der durchgehende Verkehr (weiter bis Barcelona) mit Hochgeschwindigkeitszügen sollte im April 2013 beginnen, doch wegen Zulassungsschwierigkeiten verzögerte sich diese Inbetriebnahme auf den 15. Dezember 2013.

### Insolvenz Betreiberunternehmen
Im September 2015 beantragte das Betreiberunternehmen TP Ferro freiwillig die Einleitung eines Insolvenzverfahrens, weil mit den beteiligten Banken keine Einigung über die Restrukturierung der Schulden erreicht werden konnte.
Im September 2016 gaben die Infrastrukturunternehmen SNCF Réseau und ADIF bekannt, gemeinsam den Betrieb der Strecke zu übernehmen.

## Inbetriebnahme

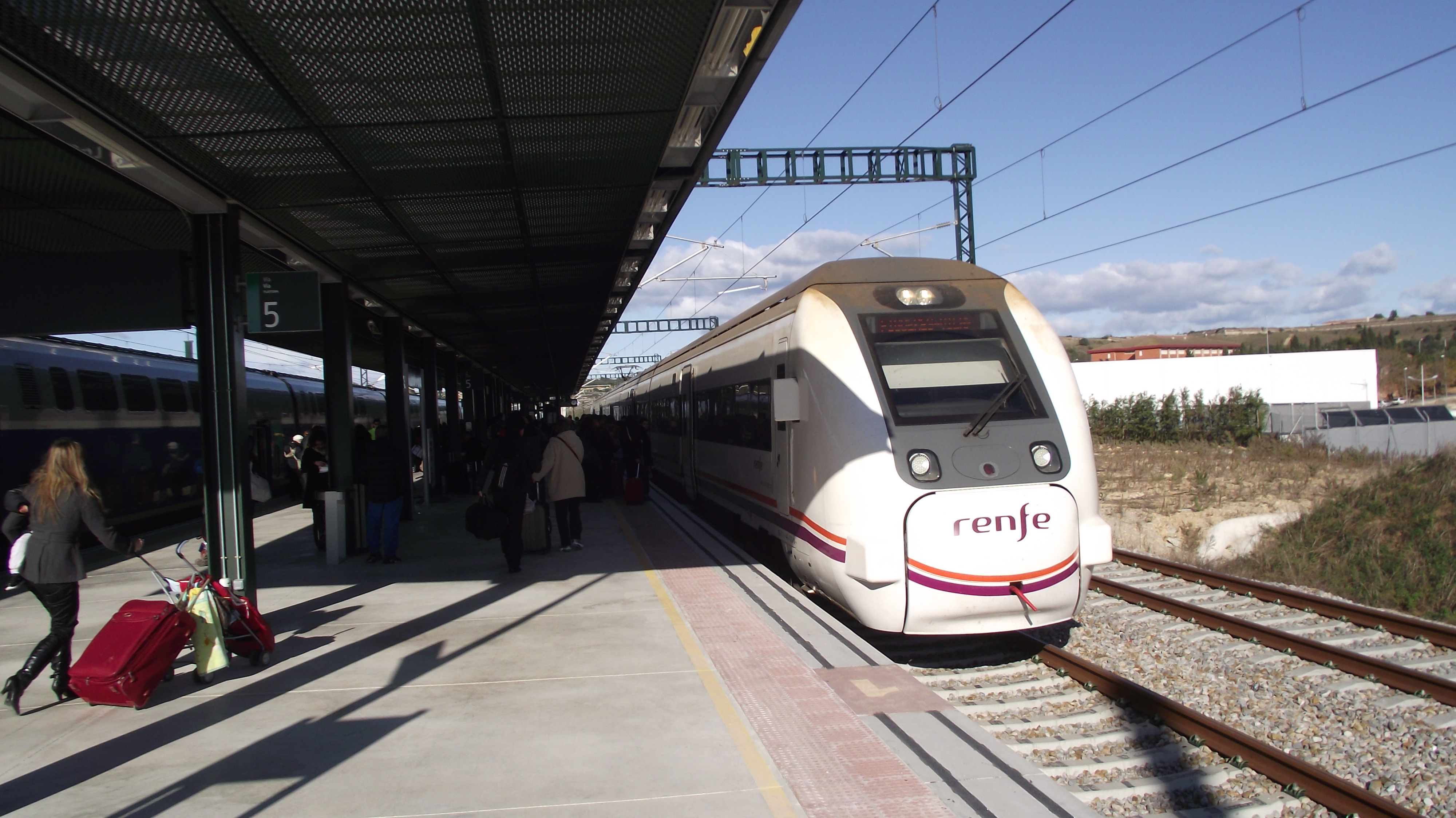
Umstieg zwischen einem Renfe-Triebzug der BR 449 und einem TGV Duplex im Bahnhof Figueres-Vilafant.

Am Rande eines spanisch-französischen Gipfels in Saragossa kündigten die Staatsbahnen RENFE und SNCF im Juni 2008 die Gründung eines gemeinsamen Tochterunternehmens an, das für den Betrieb und die Vermarktung der internationalen Verbindungen mit Hochgeschwindigkeitszügen zuständig sein soll.
Im Juni 2010 nahm die SNCF die Testfahrten auf der französischen Seite der Strecke auf. Am 19. Dezember 2010 wurde die Strecke fahrplanmäßig in Betrieb genommen. Seitdem setzt die SNCF TGV-Duplex-Einheiten ein. Die Reisenden nach/von Barcelona mussten bis Januar 2013 in Züge der RENFE-Baureihe 449 umsteigen, die unter dem Markennamen Enlace Internacional verkehrten und unterwegs nur in Girona hielten. Nach Angaben der spanischen Regierung nutzten im ersten Monat nach der Inbetriebnahme 14.503 Fahrgäste die Strecke, wovon 2628 die Relation Barcelona–Paris befuhren.

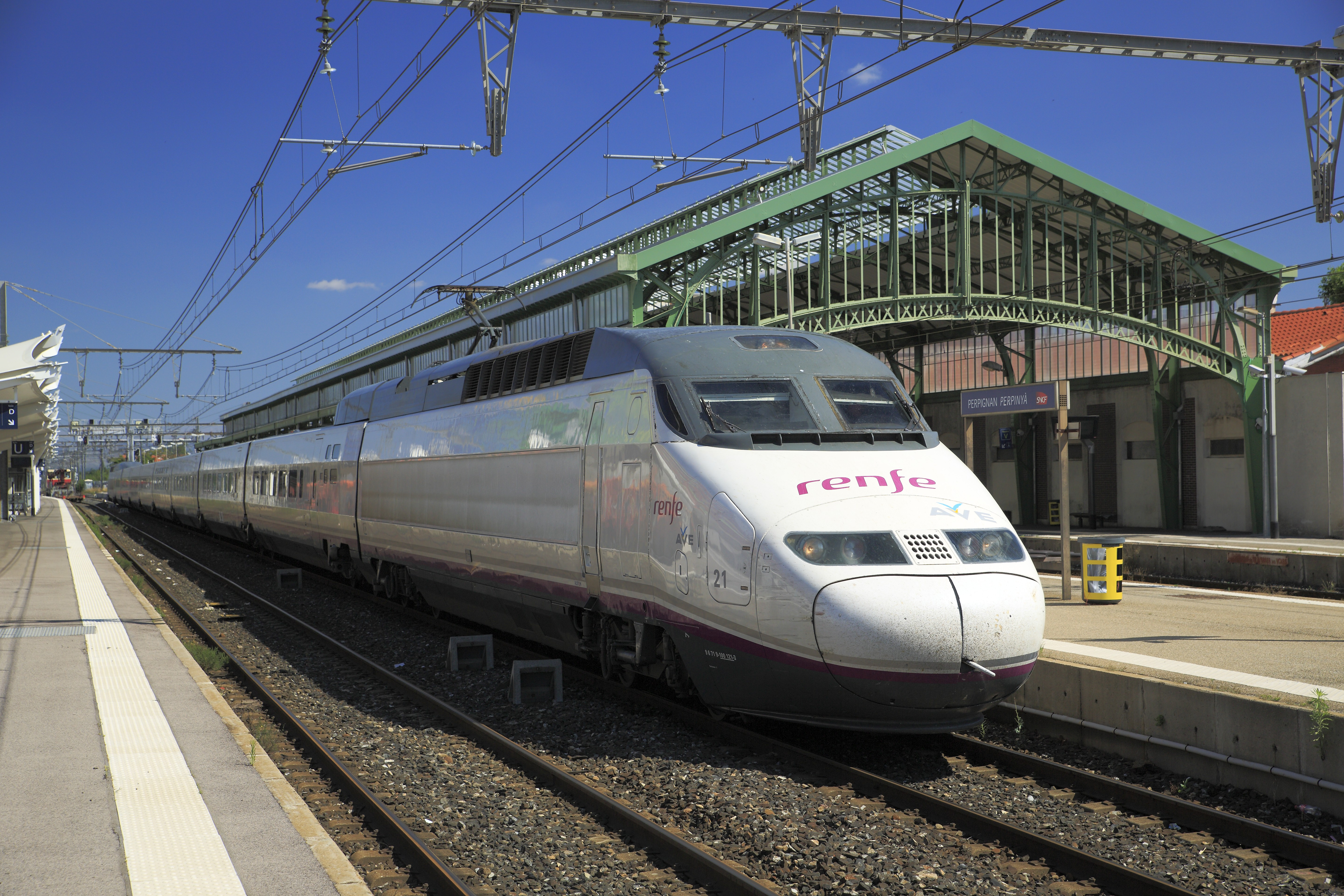
Renfe-Triebzug mit Triebkopf 9 100 121 im Bahnhof Perpignan

Am 7. Januar 2013 wurde der fehlende Abschnitt zwischen Barcelona und Figueres in Betrieb genommen. Seitdem stiegen die Fahrgäste, bis die Fahrzeuge der Renfe-Baureihe 100 und die TGV Duplex gegenseitig angepasst und zugelassen waren, in Figueres-Vilafant um. Das bisher breitspurige Bahnsteiggleis 5 wurde daraufhin auf Regelspur umgespurt und beidseitig angebunden. Die Verbindung zur Bestandsstrecke Barcelona–Cerbère ist damit nur noch regelspurig nutzbar, jedoch ohne Planbetrieb.
Am 12. Februar befuhr ein TGV-Duplex zum ersten Mal die Neubaustrecke bis nach Barcelona. Umsteigefreie Verbindungen werden seit dem 15. Dezember 2013 angeboten. Seit dem 15. Dezember 2013 verkehren täglich zwei Zugpaare von Barcelona nach Paris. Zum Einsatz kommen TGV-Duplex-Züge. Außerdem gibt es täglich jeweils ein Zugpaar von Barcelona nach Toulouse und Lyon sowie von Madrid nach Marseille. Hierfür setzt die Renfe die von den TGV Atlantique abgeleiteten Einheiten der Baureihe 100 ein. Diese internationalen Züge verkehrten bis Ende 2022 unter der Bezeichnung Renfe-SNCF en cooperación / en coopération und wurden vom damaligen Gemeinschaftsunternehmen Elipsos von Renfe und SNCF betrieben. Nach dessen Auflösung setzt die SNCF nunmehr eigene Züge von / nach Paris (Gare de Lyon) ein; die RENFE plant bis zum Sommer 2023 eine Verbindung nach Lyon mit AVE-Triebwagen.